# 두 아들의 비유
두 아들의 비유(Parable of the Two Sons)는 마태복음에 나오는 신약성경에 나오는 예수님의 비유이다(마태복음 21:28~32). 이 책은 세례 요한이 가르친 메시지를 받아들인 세리와 매춘부들과 그렇지 않은 표면적으로 종교적인 사람들을 대조한다.

## 요약
두 아들을 둔 한 남자가 두 아들에게 그날 포도원에 가서 일하라고 요청한다. 원래 큰 아들은 안 하겠다고 했다. 하지만 그는 상관없이 그렇게 했다. 다른 아들은 그렇게 하겠다고 했지만 그러지 않았다.

## 마태복음 속 이야기
28   그러나 너희 생각에는 어떠하냐 어떤 사람에게 두 아들이 있는데 맏아들에게 가서 이르되 얘 오늘 포도원에 가서 일하라 하니
29   대답하여 이르되 아버지 가겠나이다 하더니 가지 아니하고
30   둘째 아들에게 가서 또 그와 같이 말하니 대답하여 이르되 싫소이다 하였다가 그 후에 뉘우치고 갔으니
31   그 둘 중의 누가 아버지의 뜻대로 하였느냐 이르되 둘째 아들이니이다 예수께서 그들에게 이르시되 내가 진실로 너희에게 이르노니 세리들과 창녀들이 너희보다 먼저 하나님의 나라에 들어가리라
32   요한이 의의 도로 너희에게 왔거늘 너희는 그를 믿지 아니하였으되 세리와 창녀는 믿었으며 너희는 이것을 보고도 끝내 뉘우쳐 믿지 아니하였도다